# 타이 리그 1
타이 리그 1(태국어: ไทยลีก)는 태국의 최상위 프로 축구 리그로 1996년에 시작되었다. 현재 16개 팀이 참가하고 있다. 과거 타이 프리미어리그라는 명칭을 사용했으나 2016년부터 타이 리그 1로 변경되었다.

## 역사

### 초창기
타이 리그가 시작되기 전에는 코르 로얄컵(태국어: ถ้วย ก.)이라는 컵 대회 형식의 대회가 1916년부터 1995년까지 있어왔다. 그 후 1996년에 타이 프리미어리그가 태국 축구 협회에 의해 시작되었다. 첫 시즌에는 코르 로얄컵의 18개 클럽 가운데 10개팀이 참가하였다. 타이 프리미어리그는 후원사에 따라 공식 명칭은 변해 왔다.

### 현대
2006년 시즌부터 참가팀이 10개 팀에서 12개 팀으로 늘어났고, 2008년 시즌엔 프로리그와 합병되면서 16개 팀으로 증가하였다. 2008년 시즌부터 하위 세 팀은 태국 1부 리그로 강등된다. 2009년 타이 프리미어리그는 격변을 맞이한다. 아시아 축구 협회가 2011년부터 확대 개편 될 AFC 챔피언스리그를 발표하면서, 태국 축구 협회는 소속 축구팀들이 AFC 클럽 라이센스를 취득하도록 유도해야만 했기 때문이다. 이 과정에서 타이 프리미어리그를 2회 우승한 끄룽타이 은행 FC가 라이센스를 취득하는 데 실패하면서 리그에서 방출되었다. 해당 기구는 이에 구단을 매각하기로 결정하였고, 분 라우드에 의해 인수되어 방콕 글라스 FC로 재탄생하였다. 방콕 대학교 또한 축구단 부서를 방출했고, 방콕 유나이티드라는 독립적인 축구단으로 재탄생시켰다. 기업 구단들은 연고지를 확실히 하기 위해 바쁘게 움직였으며, 대표적인 기업 구단인 오솟스파 FC는 사라부리 주로 연고지를 옮겼다.

### 타이 클라시코
타이 클라시코는 무앙통 유나이티드 FC와 촌부리 FC간의 대결을 뜻한다. 본래 촌부리 FC는 태국에서 가장 성공적인 클럽으로 자타가 공인했다. 그러나 2009년 타이 프리미어리그로 막 승격하여 입성한 무앙통 유나이티드가 급속도로 성장하며 타이 프리미어리그의 기류는 바뀌었다. 타이 프리미어리그 2009의 마지막에 촌부리 FC는 10라운드 동안 1위 자리를 유지하는 중이었고, 무앙통 유나이티드는 1점차로 2위에 자리잡고 있었다. 마지막 라운드는 파타야의 농 프루에 경기장에서 열렸다. 촌부리 FC는 전반 30분까지 2-0으로 리드를 잡았으나, 무앙통 유나이티드가 뒤이어 5골을 집어넣으며 경기를 2-5로 뒤집었다. 결국 무앙통 유나이티드는 승격한 이후 첫 해에 바로 타이 프리미어리그의 우승팀이 되었다. 이 경기는 타이 프리미어리그 역사상 가장 중요했던 경기로 꼽힌다. 이 경기 이후 촌부리 FC와 무앙통 유나이티드와의 경기는 더비 매치로 이어져 오고 있다.

### 무패 우승
타이 프리미어리그 2012 시즌에 무앙통 유나이티드가 태국 축구 역사상 최초로 무패 우승을 기록했다. 당시 감독은 세르비아 출신 슬라비샤 요카노비치였으며, 시즌 기록은 34경기 25승 9무였다.

## 현재 시즌 클럽
타이 리그 1 2024–2025 참가 팀
| 구단명                   | 연고지         | 홈구장                           | 수용인원 |
| ------------------------ | -------------- | -------------------------------- | -------- |
| 트루 방콕 유나이티드     | 빠툼타니       | 탐마삿 경기장                    | 19,375   |
| BG 빠툼 유나이티드       | 빠툼타니       | 레오 경기장                      | 9,000    |
| 부리람 유나이티드        | 부리람         | 창 아레나                        | 32,600   |
| 싱하 치앙라이 유나이티드 | 치앙라이       | 싱하 스타디움                    | 13,000   |
| 콘 카엔 유나이티드 FC    | 콘깬주         | 콘캔 지방 행정 기구 경기장       | 6,500    |
| 람푼 워리어스 FC         | 람푼주         | 램푼 워리어스 스타디움           | 5,000    |
| 포트                     | 방콕           | PAT 경기장                       | 8,000    |
| PT 쁘라쭈압              | 쁘라쭈압키리칸 | 쁘라쭈압키리칸주 경기장          | 5,000    |
| 랏차부리 미트르 폴       | 랏차부리       | 미트르 폴 경기장                 | 10,000   |
| 수코타이                 | 수코타이       | 퉁 탈라이 루앙 스타디움          | 8,000    |
| 무앙통 유나이티드        | 논타부리       | 선더돔 스타디움                  | 13,000   |
| 농부아 핏차야 FC         | 농부아람푸\|   | 농부아람푸 주 경기장             | 4,333    |
| 라용                     | 라용           | 라용 경기장                      | 7,500    |
| 나콘랏차시마 마쓰다      | 나콘랏차시마   | 80주년 생일 경기장               | 25,000   |
| 나콘 파톰 유나이티드 FC  | 나콘빠톰주     | 나콘파톰 시립 스포츠 학교 경기장 | 6,000    |
| 우타이타니 FC            | 우타이타니주   | 우타이타니주 중앙 경기장         | 5,477    |

## 역대 우승 팀

### 연도별 우승 팀
| 시즌    | 우승                | 준우승              |
| ------- | ------------------- | ------------------- |
| 1996-97 | 방콕 은행           | 태국 증권 거래소    |
| 1997    | 태국 왕실 공군      | 신타나 FC           |
| 1998    | 신타나 FC           | 태국 왕실 공군      |
| 1999    | 태국 왕실 공군      | 태국 항구 당국      |
| 2000    | BEC 테로 사사나 FC  | 태국 왕실 공군      |
| 2001-02 | BEC 테로 사사나 FC  | 오솟스파 M-150      |
| 2002-03 | 끄룽타이 은행       | BEC 테로 사사나 FC  |
| 2003-04 | 끄룽타이 은행       | BEC 테로 사사나 FC  |
| 2004-05 | 태국 담배 전매청    | 태국 지역 전기 당국 |
| 2006    | 방콕 대학교         | 오솟스파 M-150      |
| 2007    | 촌부리 FC           | 끄룽타이 은행       |
| 2008    | 부리람 PEA FC       | 촌부리 FC           |
| 2009    | 무앙통 유나이티드   | 촌부리 FC           |
| 2010    | 무앙통 유나이티드   | 부리람 PEA FC       |
| 2011    | 부리람 유나이티드   | 촌부리 FC           |
| 2012    | 무앙통 유나이티드   | 촌부리 FC           |
| 2013    | 부리람 유나이티드   | 무앙통 유나이티드   |
| 2014    | 부리람 유나이티드   | 촌부리 FC           |
| 2015    | 부리람 유나이티드   | 무앙통 유나이티드   |
| 2016    | 무앙통 유나이티드   | 방콕 유나이티드     |
| 2017    | 부리람 유나이티드   | 무앙통 유나이티드   |
| 2018    | 부리람 유나이티드   | 방콕 유나이티드     |
| 2019    | 치앙라이 유나이티드 | 부리람 유나이티드   |
| 2020–21 | BG 빠툼 유나이티드  | 부리람 유나이티드   |
| 2021–22 | 부리람 유나이티드   | BG 빠툼 유나이티드  |
| 2022-23 | 부리람 유나이티드   | 방콕 유나이티드     |
| 2023-24 | 부리람 유나이티드   | 방콕 유나이티드     |
| 2024-25 | 부리람 유나이티드   | 방콕 유나이티드     |

### 팀별 우승 연도
| 순위 | 구단                | 횟수 | 우승 연도                                                                    |
| ---- | ------------------- | ---- | ---------------------------------------------------------------------------- |
| 1    | 부리람 유나이티드   | 11   | 2008, 2011, 2013, 2014, 2015, 2017, 2018, 2021–22, 2022–23, 2023–24, 2024-25 |
| 2    | 무앙통 유나이티드   | 4    | 2009, 2010, 2012, 2016                                                       |
| 3    | 에어 포스 센트럴    | 2    | 1997, 1999                                                                   |
| 3    | BEC 테로 사사나     | 2    | 2000, 2001-02                                                                |
| 3    | 끄룽타이 은행       | 2    | 2002-03, 2003-04                                                             |
| 6    | 방콕 은행           | 1    | 1996-97                                                                      |
| 6    | 방콕 유나이티드     | 1    | 2006                                                                         |
| 6    | BBCU                | 1    | 1998                                                                         |
| 6    | 촌부리              | 1    | 2007                                                                         |
| 6    | TTM                 | 1    | 2004-05                                                                      |
| 6    | 치앙라이 유나이티드 | 1    | 2019                                                                         |
| 6    | BG 빠툼 유나이티드  | 1    | 2020–21                                                                      |

## 역대 기록

### 역대 최다 득점자
2024년 5월 26일기준
| 순위 | 선수              | 활동 시즌                         | 골  | 출장수 |
| ---- | ----------------- | --------------------------------- | --- | ------ |
| 1    | 헤베르치          | 2014-2016, 2017-2023              | 159 | 249    |
| 2    | 클레이통 시우바   | 2010-2014, 2015-2017, 2018-2019   | 144 | 193    |
| 3    | 티라신 댕다       | 2009-2014, 2015-2017, 2019, 2021- | 143 | 336    |
| 4    | 지오구            | 2015-2019, 2020-2022              | 118 | 132    |
| 5    | 피폽 온-모        | 2006-2019                         | 108 | 404    |
| 6    | 사라유스 차이캄디 | 2001-2004, 2007-2012, 2013-2014   | 101 | 233    |
| 7    | 티라텝 위노타이   | 2006-2008, 2009-2014, 2016-2022   | 96  | 232    |
| 8    | 마리오 주로프스키 | 2012-2019                         | 93  | 197    |
| 9    | 모하메드 코네     | 2003-2007, 2009, 2010-2014        | 87  | 177    |
| 10   | 아논 상사노이     | 2006-2017                         | 79  | 177    |

### 역대 최다 출장자
2016년 9월 25일 기준
| 순위 | 선수                      | 포지션 | 출장수 | 골 |
| ---- | ------------------------- | ------ | ------ | -- |
| 1    | 랑산 비왓차이촉           | MF     | 376    | 43 |
| 2    | 신타위차이 하타이랏타나쿨 | GK     | 353    | 1  |
| 3    | 시라왁 텟숭노엔           | GK     | 336    | 0  |
| 4    | 나타폰 판릿               | DF     | 335    | 19 |
| 5    | 피칫퐁 초에이치우         | MF     | 324    | 62 |
| 6    | 나릿 타위쿨               | GK     | 315    | 1  |
| 7    | 피폽 온-모                | FW     | 265    | 88 |
| 8    | 아피쳇 푸탄               | DF     | 262    | 7  |
| 9    | 키티삭 라왕파             | GK     | 254    | 0  |
| 10   | 젯사다 짓사왓             | DF     | 253    | 4  |